# Zwartbruine satijnzwam
De zwartbruine satijnzwam (Entoloma vindobonense) is een schimmel die behoort tot de familie Entolomataceae. Hij komt voor op humusarme zandgronden en mosrijke duinvalleien.

## Kenmerken

### Uiterlijke kenmerken
Hoed
De zwam wordt gekenmerkt door een donkerbruine, bijna zwarte, vrij gladde, niet tot zwak doorschijnend gestreepte hoed. De diameter is 15 tot 40 mm. De vorm is eerst gewelfd en later afgeplat met een deuk in het centrum. De hoed is hygrofaan.
Lamellen
De lamellen staan vrij dicht opeen en zijn uitgebocht aangehecht. Ze zijn iets buikig. De kleur is donker grijsbruin met een roze tint. De snede is gekarteld. De plaatjes staan dicht bij elkaar (L = 24-35).
Steel
De steel is 30 tot 60 mm lang en 4 tot 5 mm dik. De kleur is vuil grijsbruin. De steel is glad of fijn gestreept, maar niet zilverig gestreept. De vorm is cilindrisch.
Geur en smaak
Het vlees is breekbaar en vuil grijsbruin van kleur. De geur en smaak sterk ranzig-melig.
Sporenprint
De sporenprint is roze.

### Microscopische kenmerken
De sporen zijn bijna rond (isodiametrisch) en meten 7,0-11 × 7,0-8,5 μm. Het Q-getal (verhouding lengte/breedte) is 1,0-1,4. Er zijn geen cystidia aanwezig. Gespen zijn in grote aantallen aanwezig.

## Verspreiding
De zwartbruine satijnzwam komt voor in Europa (Denemarken, Estland, Spanje, Oostenrijk, Verenigd Koninkrijk, Nederland). In Nederland komt hij zeldzaam voor en dan met name in de kustduinen.